# Grande Oriente Lusitano

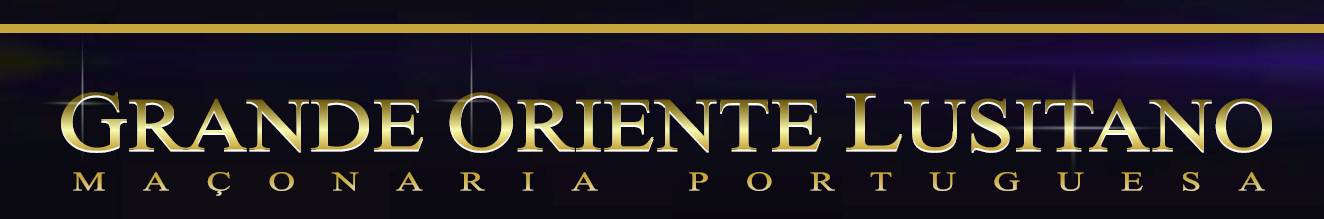
Grande Oriente Lusitano - Maçonaria Portuguesa

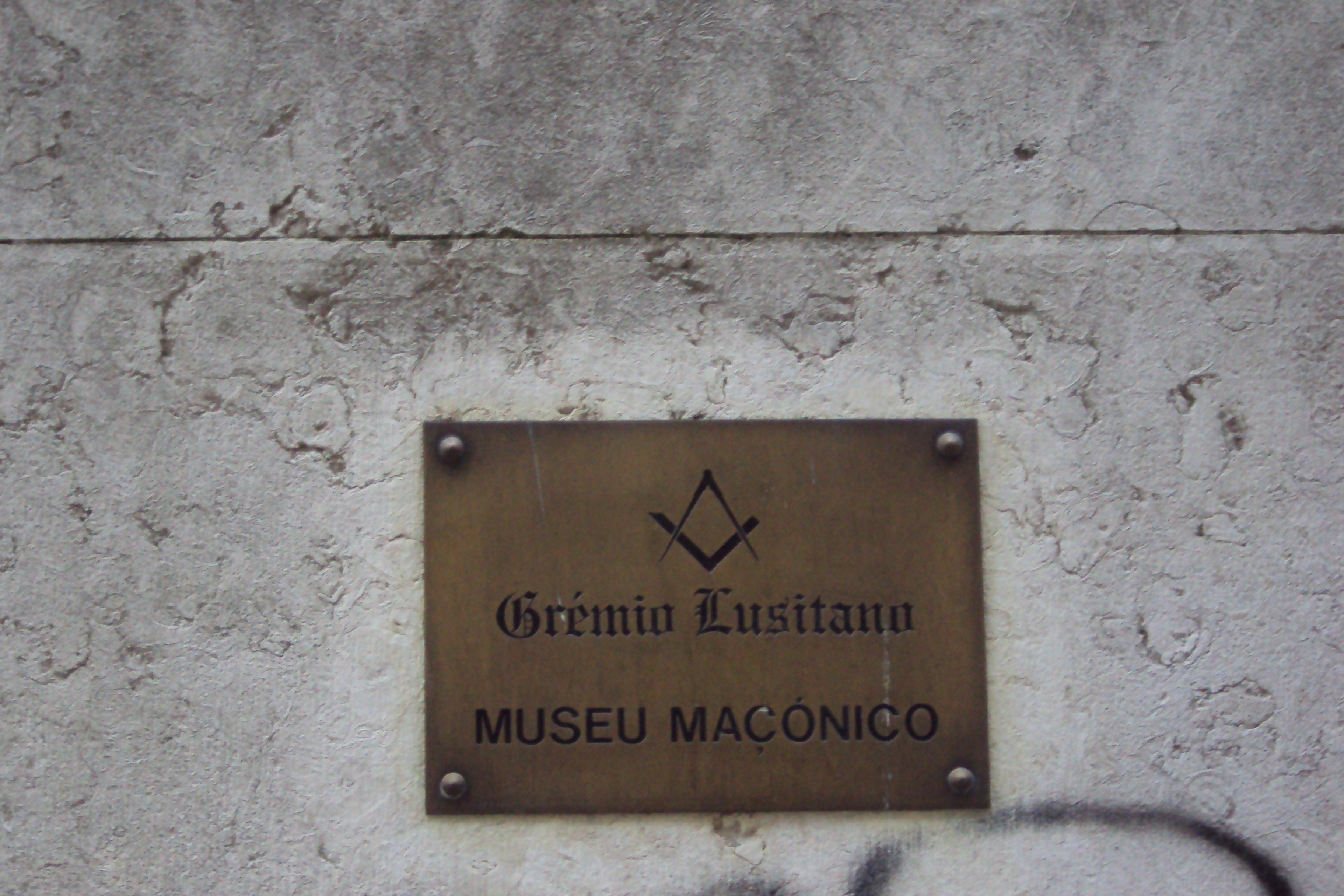

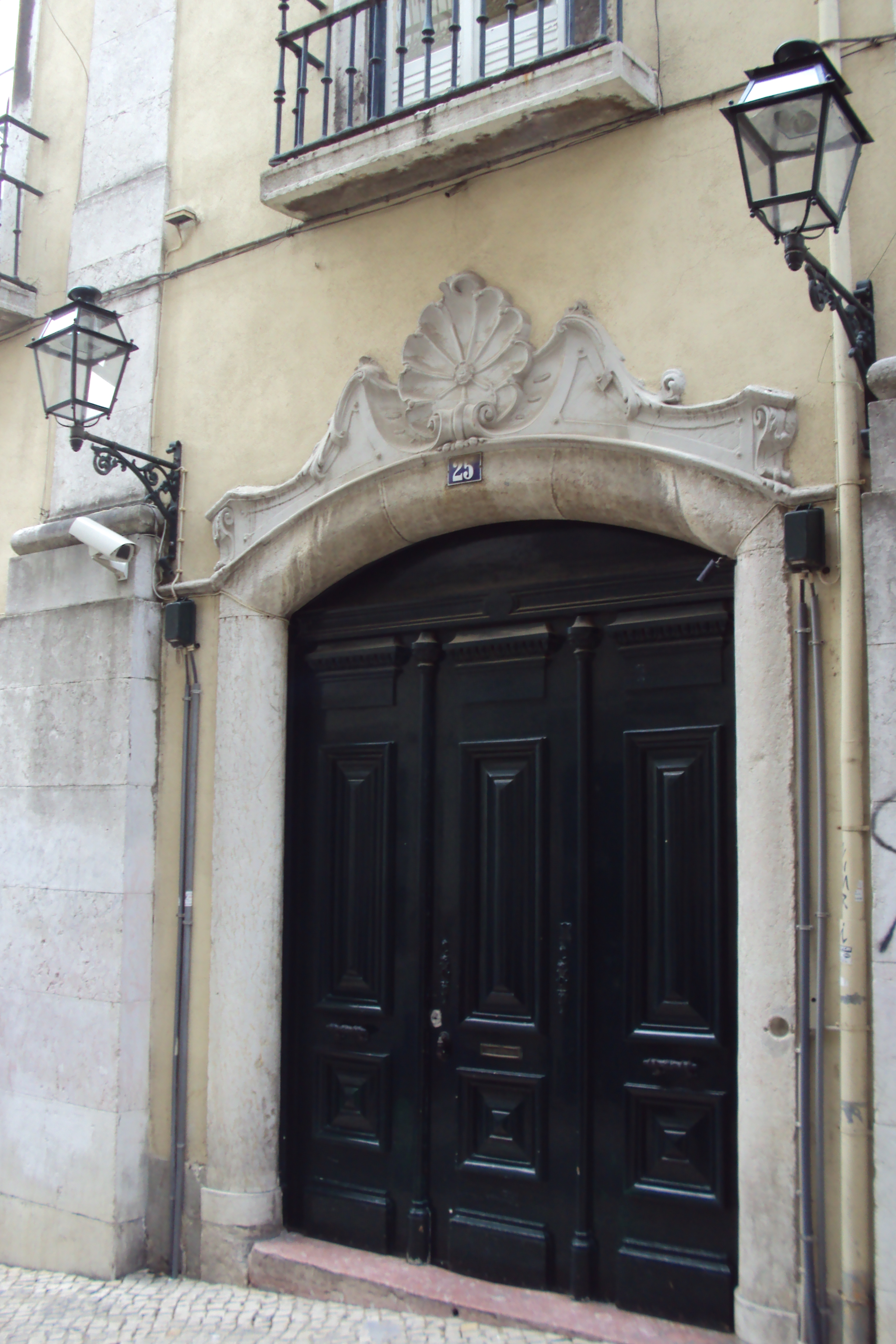
Entrada principal do Grande Oriente Lusitano na rua do Grémio Lusitano em Lisboa

O Grande Oriente Lusitano  é a mais antiga obediência maçónica portuguesa, fundada em 1802.
Para isso, para a sua fundação, terá tido como um dos principais dignatários Gomes Freire de Andrade e o patrocínio de Augusto Frederico, Duque de Sussex, embora este último tivesse sido, ao que se julga, grão-mestre da maçonaria inglesa. A influência francesa acontecerá com o general Junot durante a sua estada em Portugal e as suas pretensões de dirigir esta grande loja.

## Grande Oriente Lusitano
O Grande Oriente Lusitano integra-se na corrente maçónica de defesa da liberdade, da democracia e do combate ao dogmatismo.

### História
Desde a fundação que a sua história está intimamente ligada à do País. Algumas das grandes mudanças que Portugal conheceu nos séculos XIX e XX tiveram uma forte influência da ação da Maçonaria:
- A revolução liberal de 1820;
- A abolição da pena de morte, em 1867;[3]
- A implantação da República, em 1910.[4]

Era visto como uma força motriz do anticlericalismo.
Teve como primeiro Grão-Mestre o desembargador Sebastião José de São Paio de Melo e Castro de Lusignan, neto do 1.º Marquês de Pombal, cujo nome simbólico era Egas Moniz.
O Grande Oriente Lusitano conheceu, ao longo da sua história, momentos de feroz perseguição pelas alas mais conservadoras e reacionárias da sociedade. Entre esses momentos destaca-se a sua proibição por Pina Manique e durante o Estado Novo (Lei n.º 1901, de 21 de Maio de 1935, proposta por José Cabral, que recentemente tinha aderido à União Nacional, depois de militar entre os integralistas lusitanos e os nacional-sindicalistas liderados por Rolão Preto) que forçou os seus membros à clandestinidade e os levou, muitas vezes, à prisão ou ao exílio político.
Fernando Pessoa, apesar de assumidamente profano, publicou um artigo no Diário de Lisboa em defesa da Maçonaria e, concretamente, do Grande Oriente Lusitano.
Durante o período de clandestinidade, o Grande Oriente Lusitano viu os seus bens confiscados e o Palácio Maçónico ocupado pela Legião Portuguesa.
Com a revolução de 25 de Abril de 1974 e a revogação da Lei n.º 1901, o Grande Oriente Lusitano pôde voltar à luz do dia, tendo-lhe sido devolvidos os bens anteriormente confiscados.
Um desentendimento entre o filho do ex-grão-mestre Adelino da Palma Carlos e o núcleo do então novo grão-mestre José Eduardo Simões Coimbra levou a uma cisão no final de 1984 no GOL que acabaria por estar na origem de outra corrente maçónica, aberta a membros católicos e ligada à direita, a Grande Loja Regular de Portugal (GLRP).
Em 25 de Janeiro de 2003, pela primeira vez, as portas do Grande Oriente foram abertas à comunicação social para transmitir uma mensagem do grão-mestre António Arnaut. No mesmo ano, em 20 de Março, e também pela primeira vez, o presidente da República, Jorge Sampaio, visitou o Palácio Maçónico.
Entre os seus membros contam-se figuras de grande relevo na história de Portugal.
Em 1881, o Grande Oriente Lusitano (GOL) estabeleceu a primeira Loja de Adopção feminina, denominada "Filipa de Vilhena", permitindo a iniciação de mulheres sob a tutela de lojas masculinas. Durante a Primeira República, destacadas figuras femininas, como Adelaide Cabete e Ana de Castro Osório, foram iniciadas na Loja Humanidade do GOL. No entanto, em 1923, divergências internas e a conjuntura política levaram à desvinculação da Loja Humanidade do GOL, passando esta a integrar a Ordem Maçónica Mista Internacional "Le Droit Humain", que aceitava homens e mulheres em igualdade de condições.
Após este período, o GOL manteve-se, na prática, como uma obediência exclusivamente masculina, embora reconhecesse obediências femininas e mistas.
Em 31 de maio de 2025, o Grande Oriente Lusitano (GOL) aprovou oficialmente a admissão de mulheres como membros da obediência, após deliberação da sua assembleia representativa, a Grande Dieta. A decisão foi tomada por maioria qualificada de dois terços dos membros efetivos, na sequência de um processo de revisão constitucional promovido pelo então grão-mestre Fernando Cabecinha.
Até essa data, o GOL reconhecia maçons oriundos de obediências femininas ou mistas — como a Grande Loja Feminina de Portugal, o Grande Oriente Ibérico e o Direito Humano — mas não realizava iniciações femininas nas suas próprias lojas. Após três anos de consultas internas às 103 lojas da obediência, a maioria manifestou apoio à integração plena de mulheres. A decisão final foi tomada numa sessão da Grande Dieta presidida por Manuel Machado, ex-presidente da Câmara Municipal de Coimbra.
Com esta decisão histórica, o GOL passou a permitir a constituição de lojas masculinas, femininas e mistas, reforçando o seu compromisso com os princípios da maçonaria liberal e adogmática, orientada para a defesa da liberdade, igualdade, fraternidade e dignidade humana.

### Ritos
Sob os auspícios do Grande Oriente Lusitano trabalham lojas simbólicas do Rito Escocês Antigo e Aceito e do Rito Moderno. Estes ritos são administrados pelas respectivas potências filosóficas com as quais o Grande Oriente Lusitano tem tratado:
- Supremo Conselho dos Grandes Inspectores-Gerais do 33.º Grau do Rito Escocês Antigo e Aceito para Portugal e sua jurisdição;[11]
- Soberano Grande Capítulo de Cavaleiros Rosa-Cruz – Grande Capítulo Geral do Rito Moderno de Portugal.[12]

### Grémio Lusitano
As potências estão representadas na sociedade civil através do Grémio Lusitano, associação cultural e recreativa, com sede em edifício próprio na Rua do Grémio Lusitano, em Lisboa.
O Palácio Maçónico como é designado, alberga também o Museu Maçónico Português, considerado um dos melhores da Europa na sua especialidade, que está aberto ao público, de Segunda a Sexta-Feira, das 14:30 às 17:30 horas.
Pela sua qualidade e prestígio, está prestes a integrar a rede nacional de museus.

### O grão-mestre
Fernando Cabecinha foi eleito grão-mestre do Grande Oriente Lusitano em 2021 sucedendo a Fernando Lima, que por sua vez sucedeu a António Reis. Foi iniciado na R∴ Loja O Futuro, tendo anteriormente liderado quatro vezes a Grande Dieta, parlamento maçónico.